# Nyaars-Morgen
Nyaars-Morgen er et episk og selvbiografisk digt af N.F.S. Grundtvig, skrevet i 1824. Det består af 312 strofer af 11 verselinjer fordelt på 10 sange. Digtet er Grundtvigs vigtigste enkeltstående digterværk og hans betydeligste litterære arbejde ved siden af hans salmer. Som titlen angiver er dets billeddannelse bestemt af døgnets og årstidernes vekslen. Nyaars-Morgen regnes almindeligvis for et af Grundtvigs vanskeligste værker. Således nævner A.M. Allchin, at det "er et vanskeligt digt og har altid været anset for at være det".

## Komposition
Nyaars-Morgens opdeling i 10 sange er ikke markeret i førsteudgaven med andet end en tværstreg mellem sangene, men fordelingen organiserer tydeligvis værket, og en senere forskning har været enige om at opfatte de 10 afsnit som sange. Sange danner en cirkelkomposition. Første sang åbner i et morgenlandskab præget af sol, varme, lys, liv og fællesskab. Anden sang springer tilbage til nattens begyndelse og viser Grundtvig fanget i en verden præget af nat, kulde, mørke, død og isolation. Igennem de efterfølgende sange gennemløber digtet en lang udvikling hen imod sit begyndelsespunkt, og ved åbningen af 10. sang gentages de første tre strofer fra første sang næsten ordret. Digtet er dermed bragt tilbage til sit udgangspunkt og rækker derfra ind i sin fremtid med forudsigelser om, hvad der vil ske efterfølgende.

## Billeddannelse
Nyaars-Morgen etablerer sin billedverden omkring årets og døgnets vekslen, og disse billeder indfattes i en ramme, som tillægger dem apokalytisk betydning. Dette markeres meget tydeligt allerede i digtets tredje strofe, som lyder:
Guds Fred og God-Morgen!
Paa Mark og paa Fjeld!
Forvundet er Sorgen,
Mig pinde i Kveld,
|PS:163I Midnattens Mørke,
Da Hel-Hanen goel;
Da Mulmet i Størke
Sig værged mod Soel:
Da Natten med Dagen,
Michael med Dragen,

Mig tykdes at kæmpe om Nord!
Reference til "Michael" og "Dragen" henviser til Johannes Åbenbaring 12,7-9 og 20,2, hvor der beskrives en apokalyptisk konfrontation imellem ærkeenglen Mikael og djævelen i skikkelse af en drage. Denne henvisning etablerer betydningen af, hvad der i Nyaars-Morgen udspiller sig i bevægelsen fra aften (2. sang) til morgenens frembrud (1. og 10. sang)

## Receptionshistorie
Nyaars-Morgen udkom ikke til umiddelbar succes. Dets komplicerede og på visse måder dunkle billed- og betydningsverden undslap de flestes forståelse. Vennen B.S. Ingemann skrev dog imødekommende om det til Grundtvig. Grundtvig påbegyndte selv flere forsøg på at forklare digtet. Ingen af dem blev offentliggjort i Grundtvigs levetid, men det det mest omfattende, en lang ordliste kaldet "Glar-Øine til Nyaars-Morgen" er trykt i Det Danske Sprog- og Litteraturselskabs udgave fra 2018 (herunder).
Nyaars-Morgen blev ikke genudgivet i Grundtvigs levetid, men et uddrag på 59 strofer blev aftryk som “For-Spil (af Nyaars-Morgen 1824)” forrest i Sang-Værk til den Danske Kirke. Efter Grundtvigs død er digtet blevet genstand for mangfoldige fortolkninger - de ældste fra slutningen af 1800-tallet og er i det hele taget hyppigt analyseret og kommenteret i Grundtvigforskningen. I dansk litteraurhistorieskrivning indtager Nyaars-Morgen pladsen som Grundtvigs vigtigste litterære værk ved siden af hans salmer. Det blev i 2009 oversat af Kristian Schultz Petersen med titlen New Year's Morning.

### Musikalsk brug
Bandet Nephew udgav i 2009 sangen "New Year's Morning" baseret på oversatte strofer af digtet.
Komponisten Jakob Høgsbros Nyaars-Morgen. Et oratorium baseret på udvalgte strofer fra alle digtets 10 sange blev i 2022 uropført i Vor frelsers kirke i København anledning af 200-året for Grundtvigs ansættelse ved kirken.

## Udgaver

### Førstetryk
Grundtvig, N. F. S. (1824). Nyaars-Morgen. København: Jens Hostrup Schultz.

### Senere udgaver
Grundtvig, N.F.S. (1824) Nyårsmorgen. Udgivet af Holger Begtrup. København: Karl Schønbergs Forlag. 1901.
Grundtvig, N. F. S. (1824). Nyaars-Morgen. Med efterskrift og noter af Steen Tullberg. København: Gyldendal og Det danske Sprog- og Litteraturselskab. 2018.

### Oversættelse
Grundtvig, N.F.S. (1824): New Year's Morning. Translated by Kristian Schultz Petersen. Odense: University of Southern Denmark Press. 2014.